# Cerastium viride
Cerastium viride är en nejlikväxtart som beskrevs av Amos Arthur Heller. Cerastium viride ingår i släktet arvar, och familjen nejlikväxter. Inga underarter finns listade i Catalogue of Life.